# باركر بينينغتون
باركر بينينغتون (بالإنجليزية: Parker Pennington)‏ هو متزلج فني أمريكي، ولد في 13 سبتمبر 1984 في هارتفورد في الولايات المتحدة.

## وصلات خارجية
- باركر بينينغتون على موقع الاتحاد الدولي للتزلج (الإنجليزية)